# Liberalismo secular
El liberalismo secular se refiere a una forma de liberalismo en la que se enfatizan especialmente los principios y valores secularistas, y a veces la ética no religiosa. Apoya la separación de religión y estado. Además, los liberales seculares suelen defender la democracia liberal y la sociedad abierta como modelos para organizar sociedades estables y pacíficas. 
El liberalismo secular se encuentra en el otro extremo del espectro político del autoritarismo religioso, como se ve en los estados teocráticos y las democracias iliberales. A menudo se asocia con posturas a favor de la  igualdad social y la libertad política.

## Descripción
Siendo seculares por definición, los liberales seculares tienden a favorecer a los estados seculares sobre las teocracias o los estados con una religión estatal. Los liberales seculares abogan por la separación de la iglesia y el estado en el sentido formal constitucional y legal. Los puntos de vista liberales seculares generalmente ven las ideas religiosas sobre la sociedad y los argumentos religiosos de la autoridad extraídos de varios textos sagrados, que no tienen un estatus especial, autoridad o compra en debates sociales, políticos o éticos. Es común que los liberales seculares aboguen por la enseñanza de la religión como un fenómeno histórico y cultural, y se opongan al adoctrinamiento religioso o las lecciones que promueven la religión como un hecho en las escuelas. Entre los que han sido etiquetados como liberales seculares se encuentran destacados ateos como Dawkins, Christopher Hitchens, Ayaan Hirshi Ali y Sam Harris. 
La etiqueta de "liberal secular" a veces puede ser confusa en cuanto a lo que se refiere. Si bien el término secular a veces se puede usar como un adjetivo para ateos y personas no religiosas, principalmente en el uso estadounidense, en inglés británico es más probable que se refiera a personas que son secularistas, es decir, personas que creen en mantener religión y gobierno aparte. El escritor ateo Richard Dawkins puede clasificarse bajo ambas definiciones, mientras que el comentarista liberal musulmán británico Maajid Nawaz solo cumple con la última. 
En una sociedad democrática moderna, una pluralidad de doctrinas en conflicto comparten una convivencia incómoda dentro del marco de la civilización. 

## Aplicación contemporánea

### Primavera Árabe
El liberalismo secular a veces está conectado con las protestas de la Primavera Árabe. Un comentarista lo etiqueta como una "fantasía liberal secular". Otros han etiquetado las motivaciones detrás de esto, y los gobiernos temporales creados como resultado del liberalismo secular.
A menudo, la participación en los gobiernos democráticos recientemente coronados por los clérigos musulmanes se ignora a favor de las ideas liberales seculares de los manifestantes. Desde 2011, más residentes de Medio Oriente han estado exigiendo una mayor participación en el funcionamiento de sus gobiernos. Quieren que la democracia aparezca de una manera exclusivamente musulmana en lugar de a través de algún movimiento artificial "secular".

## Crítica
El Vaticano y el Patriarcado de Moscú están librando una lucha común contra el liberalismo secular; alegando que esta idea viola los conceptos cristianos tradicionales de los valores familiares y humanos al exponer a las personas a experimentos médico-biológicos que son incompatibles con sus ideas de dignidad humana. El primado de la Iglesia ortodoxa rusa expresó su preocupación por las tendencias en algunas comunidades protestantes hacia la liberalización de la teología y la moral cristiana; afirma que son productos del liberalismo secular. 
La Primera Enmienda de la Constitución de los Estados Unidos, que ofrece libertad de expresión, ha sido criticada en un manifiesto político de 2004 por David Fergusson titulado Iglesia, Estado y sociedad civil. 